# Auflösung (Messtechnik)
Die Auflösung im physikalischen Zusammenhang ist die Grenze der Fähigkeit eines Geräts oder einer Versuchsanordnung, Werte für eine physikalische Größe voneinander trennen zu können. Die Auflösung gibt also den kleinsten wahrnehmbaren Unterschied an. Dabei kann es sich um Spannungen, Winkel, Entfernungen, Frequenzen oder beliebige andere physikalische Größen handeln.
Die für die Messtechnik grundlegende Norm definiert die Auflösung als eine Angabe, wie weit ein Messgerät zwischen nahe beieinander liegenden Messwerten eindeutig unterscheiden kann; quantitativ kann sie durch die kleinste Differenz zweier Messwerte, die ein Messgerät eindeutig unterscheidet, angegeben werden. Dabei ist die Messabweichung, die bei beiden Werten gemeinsam auftritt, unerheblich.
Die Auflösung ist im Allgemeinen kleiner („besser“) als die systematische Abweichung. Dies kann aber auch umgekehrt sein: Wenn bei entsprechender Richtigkeit die Auflösung die systematische Abweichung überdeckt, kann durch Wiederholung der Messung und Mittelbildung die Messunsicherheit vermindert werden.
Kleine Messwertänderungen lassen sich durch ein differenz-bildendes Messverfahren, beispielsweise Wheatstone-Brücke, besser auflösen als bei der Beobachtung der Messgröße selbst.

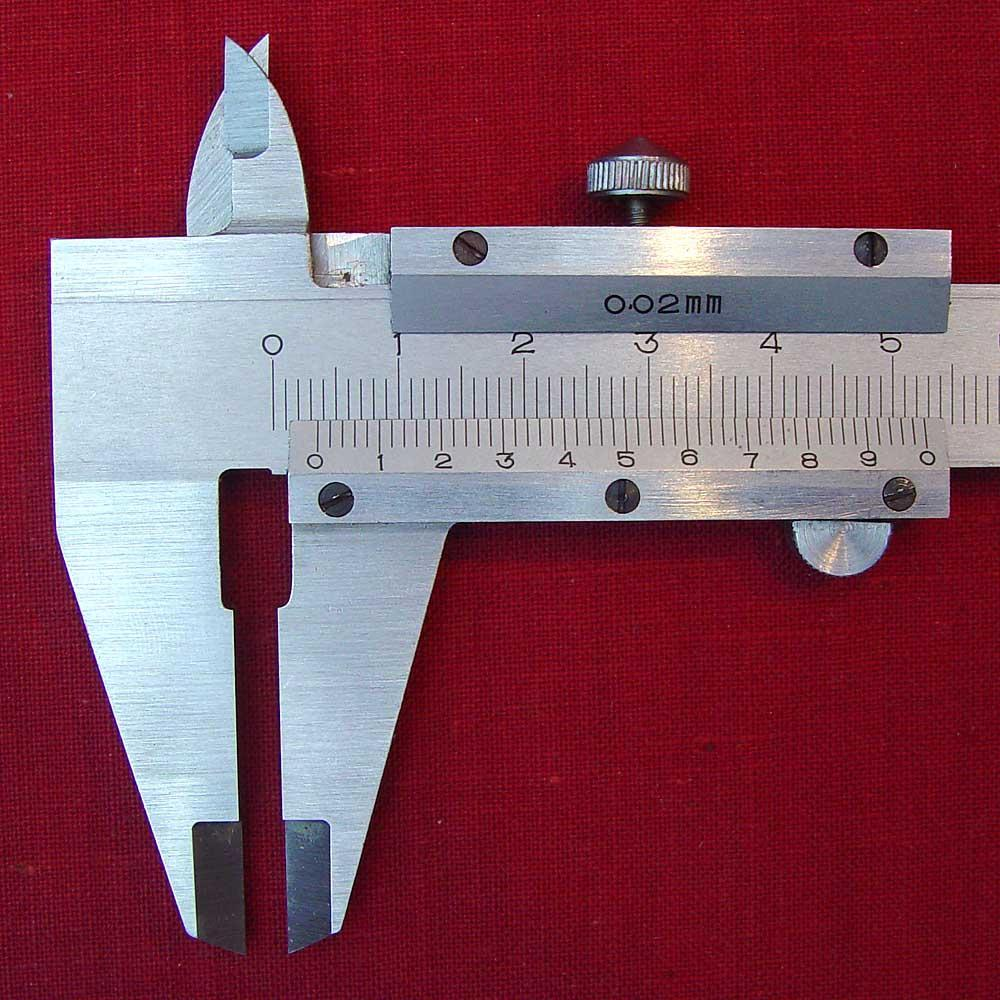
Messschieber mit Haupt- und Nonius-Skale

## Absolute und relative Auflösung
Die Auflösung kann auf zwei Arten angegeben werden: 
- absolut, also in der Maßeinheit der betreffenden Größe,
- oder relativ, also als Zahlenverhältnis. Im Nenner steht dabei 
  - wenn es um die Charakterisierung des Messgerätes geht, der Messbereichsendwert,
  - wenn es um eine erreichte oder geforderte Auflösung bei schon annähernd bekanntem Messwert geht, dieser Wert selbst.

Beispiel: im Neutrinoexperiment KATRIN müssen Elektronen, deren kinetische Energien etwa 18,6 keV (Kilo-Elektronenvolt) betragen, auf mindestens 1 eV (Elektronenvolt) genau voneinander unterschieden werden. Die geforderte absolute Energieauflösung beträgt also 1 eV, die relative Energieauflösung 1/18600 ≈ 5·10−5.

## Auflösung bei der Messwertanzeige
Auf einer Skale kann eine Messgröße im Prinzip beliebig fein dargestellt werden, aber die Ablesung des Messwertes an der Skale ist nur mit begrenzter Auflösung möglich. Die Ablesung ist je nach Ausbildung der Skale beschränkt auf 1⁄2 … 1⁄10 Skalenteilungswert. Bei einer in Millimeter geteilten Skale ist so ohne weitere Hilfsmittel etwa ½ … ⅕ mm auflösbar. Im gezeigten Bild können mittels Nonius-Skale noch Längen von 0,01 mm (½ Skalenteilungswert auf dem Schieber) unterschieden werden. Letztlich kann ein auf einer Skale abgelesener Messwert in seiner Feinheit nur geschätzt werden; er unterliegt einer Schätzunsicherheit.
An einer Ziffernanzeige kann ein Messwert immer exakt abgelesen werden, aber hier ist die Auflösung bei der Darstellung der Messgröße begrenzt, denn es können nur abzählbar viele verschiedene Werte angezeigt werden, und jeder Anzeigewert steht für einen Teilbereich innerhalb des Messbereichs. Die kleinste Differenz zweier Messwerte, die ein solches Messgerät eindeutig unterscheidet, ergibt sich in der Regel aus einem Ziffernschritt (Digit) auf der niederwertigsten Stelle der Anzeige. Bei einem Spannungsmessgerät, das den Messbereich 0 … 2000 mV in 2000 gleich breite Schritte aufteilt, beträgt die Auflösung 1 mV. Neben dieser absoluten Auflösung kann auch eine relative Auflösung (ein Schritt bezogen auf alle Schritte im Messbereich) angegeben werden, im konkreten Fall 1/2000.